# Anders Johan von Höpken

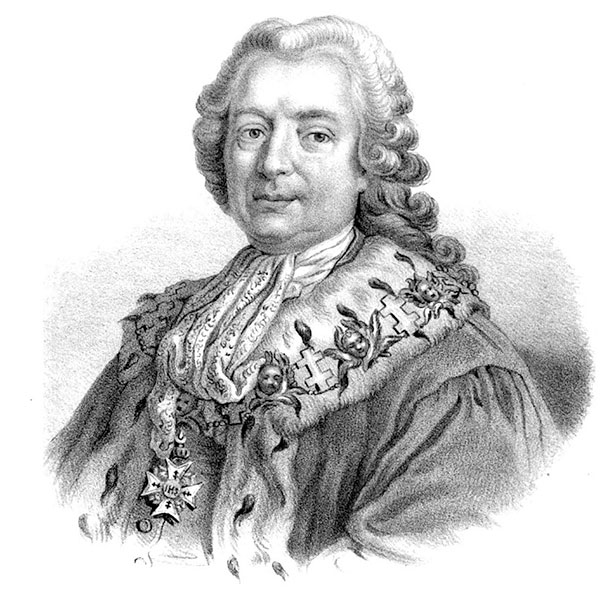

Graaf Anders Johan von Höpken (Stockholm, 31 maart 1712 — aldaar, 9 mei 1789) was een Zweeds staatsman, zoon van Daniel Niklas von Höpken. Hij studeerde van 1728 tot 1730 aan de universiteit van Uppsala, waarna hij twee jaar in dienst ging. De twee jaren hierna maakte hij een studiereis naar Nederland, Duitsland, Italië en Frankrijk.
In 1746 werd Höpken senator, in 1751 voorzitter van de koninklijke kanselarij, als opvolger van Carl Gustaf Tessin, waar hij in de negen jaar hierop het Zweedse buitenlandse beleid zou bepalen. Bij het uitbreken van de Zevenjarige Oorlog in 1756 sloot hij een verdrag met Denemarken. In 1762 werd Höpken tot graaf benoemd.
Höpken was een verfijnd auteur met een zuivere stijl. Zijn biografieën leverden hem ook de bijnaam 'Zweedse Tacitus' op. In 1786 verzocht koning Gustav III hem als eerste zetel 1 van de Zweedse Academie in te nemen.